# Collegio elettorale di Pontedera (Senato della Repubblica)
Il collegio di Pontedera fu un collegio elettorale uninominale della Repubblica Italiana per l'elezione del Senato della Repubblica. Apparteneva alla Circoscrizione Toscana e fu utilizzato per eleggere un senatore nella XII, XIII e XIV legislatura.
Venne istituito nel 1993 con la cosiddetta Legge Mattarella (Legge n. 276, Norme per l'elezione del Senato della Repubblica), attuata in seguito al referendum abrogativo del 1993. La legge istituì per la Camera dei deputati e per il Senato della Repubblica un sistema di elezione misto, in parte maggioritario e in parte proporzionale. Il 75% dei parlamentari dell'assemblea veniva eletto in collegi uninominali tramite sistema maggioritario a turno unico; il restante 25% al Senato veniva eletto tramite recupero proporzionale dei più votati non eletti attraverso un meccanismo di calcolo denominato "scorporo", cioè sottraendo dal conteggio dei voti totali di una lista nella parte proporzionale i voti ottenuti dai candidati collegati alla medesima lista che erano eletti nei collegi uninominali con il sistema maggioritario.
Il collegio venne abolito insieme a tutti gli altri che costituivano il Senato con la promulgazione della legge elettorale successiva, la cosiddetta Legge Calderoli. Questa prevedeva un sistema proporzionale con premio di maggioranza, che al Senato veniva attribuito a livello regionale.

## Territorio
Il collegio di Pontedera era uno dei 14 collegi uninominali in cui era suddivisa la Toscana e, come previsto dal D.Lgs. del 20 dicembre 1993 n. 535, comprendeva i comuni di Capannoli, Casale Marittimo, Casciana Terme, Casole d'Elsa, Castelfiorentino, Castellina Marittima, Castelnuovo di Val di Cecina, Chianni, Colle di Val d'Elsa, Crespina, Fauglia, Fucecchio, Gambassi Terme, Guardistallo, Lajatico, Lari, Lorenzana, Montaione, Montecatini Val di Cecina, Monteverdi Marittimo, Montopoli in Val d'Arno, Orciano Pisano, Palaia, Peccioli, Poggibonsi, Pomarance, Ponsacco, Pontedera, Radicondoli, Riparbella, San Gimignano, San Miniato, Santa Luce, Terricciola e Volterra.

## Eletti
| Elezione | Elezione | Senatore         | Partito            |
| -------- | -------- | ---------------- | ------------------ |
|          | 1994     | Umberto Carpi    | Progressisti (PRC) |
|          | 1996     | Salvatore Senese | L'Ulivo (PDS)      |
|          | 2001     | Giovanni Brunale | L'Ulivo (DS)       |

## Dati elettorali

### XII legislatura
|                               | Umberto Carpi ✔️ Eletto     | Progressisti               | 89 451  | 56,87 |  |  |  |  |  |
|                               | Federico Podestà            | Polo delle Libertà         | 22 411  | 14,25 |  |  |  |  |  |
|                               | Sergio Baldini              | Patto per l'Italia         | 21 406  | 13,61 |  |  |  |  |  |
|                               | Carla Billi Lucci           | Alleanza Nazionale         | 16 890  | 10,74 |  |  |  |  |  |
|                               | Rita D'Orlando              | Lista Pannella-Riformatori | 4 599   | 2,92  |  |  |  |  |  |
|                               | Maria Rosa Rossi Mazzerelli | Lega Autonomista Toscana   | 2 537   | 1,61  |  |  |  |  |  |
| Totale                        | Totale                      | Totale                     | 157 294 | 100   |  |  |  |  |  |
|                               |                             |                            |         |       |  |  |  |  |  |
| Voti non validi               | Voti non validi             | Voti non validi            | 12 857  | 7,56  |  |  |  |  |  |
| Votanti                       | Votanti                     | Votanti                    | 170 151 | 92,06 |  |  |  |  |  |
| Elettori                      | Elettori                    | Elettori                   | 184 828 |       |  |  |  |  |  |
|                               |                             |                            |         |       |  |  |  |  |  |
| Data: 27-28 marzo 1994        |                             |                            |         |       |  |  |  |  |  |
| Fonte: Ministero dell'interno |                             |                            |         |       |  |  |  |  |  |

### XIII legislatura
|                               | Salvatore Senese ✔️ Eletto | L'Ulivo                    | 103 874 | 65,73 |  |  |  |  |  |
|                               | Federico Podestà           | Polo per le Libertà        | 41 464  | 26,24 |  |  |  |  |  |
|                               | Roberto Sala               | Lega Nord                  | 3 129   | 1,98  |  |  |  |  |  |
|                               | Pietro Sollazzi            | Socialista                 | 2 724   | 1,72  |  |  |  |  |  |
|                               | Loreno Silvestri           | Fiamma Tricolore           | 2 528   | 1,60  |  |  |  |  |  |
|                               | Stefano Sani               | Lista Pannella-Sgarbi      | 1 759   | 1,11  |  |  |  |  |  |
|                               | Romolo Alberto Cavallini   | Mani Pulite                | 1 409   | 0,89  |  |  |  |  |  |
|                               | Rossana Scali Billi        | Movimento Toscana Autonoma | 1 135   | 0,72  |  |  |  |  |  |
| Totale                        | Totale                     | Totale                     | 158 022 | 100   |  |  |  |  |  |
|                               |                            |                            |         |       |  |  |  |  |  |
| Voti non validi               | Voti non validi            | Voti non validi            | 10 576  | 6,27  |  |  |  |  |  |
| Votanti                       | Votanti                    | Votanti                    | 168 598 | 90,03 |  |  |  |  |  |
| Elettori                      | Elettori                   | Elettori                   | 187 279 |       |  |  |  |  |  |
|                               |                            |                            |         |       |  |  |  |  |  |
| Data: 21 aprile 1996          |                            |                            |         |       |  |  |  |  |  |
| Fonte: Ministero dell'interno |                            |                            |         |       |  |  |  |  |  |

### XIV legislatura
|                               | Giovanni Brunale ✔️ Eletto | L'Ulivo                              | 94 685  | 57,48 |  |  |  |  |  |
|                               | Alessandro Mazzerelli      | Casa delle Libertà                   | 49 720  | 30,18 |  |  |  |  |  |
|                               | Alessandro Frosini         | Partito della Rifondazione Comunista | 11 369  | 6,90  |  |  |  |  |  |
|                               | Carlo Pepi                 | Lista Di Pietro                      | 3 395   | 2,06  |  |  |  |  |  |
|                               | Mino Fierabracci           | Democrazia Europea                   | 3 280   | 1,99  |  |  |  |  |  |
|                               | Stefano Sani               | Pannella-Bonino                      | 2 285   | 1,39  |  |  |  |  |  |
| Totale                        | Totale                     | Totale                               | 164 734 | 100   |  |  |  |  |  |
|                               |                            |                                      |         |       |  |  |  |  |  |
| Voti non validi               | Voti non validi            | Voti non validi                      | 7 022   | 4,09  |  |  |  |  |  |
| Votanti                       | Votanti                    | Votanti                              | 171 756 | 88,95 |  |  |  |  |  |
| Elettori                      | Elettori                   | Elettori                             | 193 090 |       |  |  |  |  |  |
|                               |                            |                                      |         |       |  |  |  |  |  |
| Data: 13 maggio 2001          |                            |                                      |         |       |  |  |  |  |  |
| Fonte: Ministero dell'interno |                            |                                      |         |       |  |  |  |  |  |